# Henri III Gros de Brancion
Henri III Gros de Brancion (? - 1260/65), chevalier, fut seigneur d'Uxelles, de Brancion et de Luzy.

## Biographie
Il est le fils de Jocerand IV Gros de Brancion et de Marguerite de Salins.
Revenu seul de la septième croisade, où son père avait trouvé la mort, il dut faire face aux considérables dépenses que cette aventure avait coûté. C'est la raison pour laquelle il commença en mai 1253 à engager au duc Hugues IV de Bourgogne ce qu'il tenait de lui en fief. Trois ans plus tard, il lui vendait ses possessions de Sanvignes et enfin, en août 1259, il lui cèda ses derniers biens.

## Mariages et succession
Henri III Gros de Brancion épousa en premières noces Héloïse, (? - 1262), dame de Bourbon-Lancy et de Luzy, fille de Dalmace de Semur et de Béatrix de Vignory.
En secondes noces, avant 1259, il se maria avec Fauque, (? - après 1266), dame de Cortevaix et d'Uxelles, fille de Guillaume de L'Épervière. 
Du son second mariage, il eut :
- Marguerite (? - après 1295), qui épousa en premières noces, en 1272/73, Renard de Choiseul[4] (vers 1259 - vers 1290), fils de Robert de Choiseul, seigneur de Traves, puis, en secondes noces, en février 1293, Geoffroy d'Auxelles, (? - avant 1302).